# Anirudh Thapa
Anirudh Thapa (ur. 15 stycznia 1998 w Dehradunie) – indyjski piłkarz grający na pozycji pomocnika w klubie Chennaiyin oraz reprezentacji Indii.

## Kariera
Pierwszym klubem w karierze Thapy był Chennaiyin. Trafił tam jako osiemnastolatek. W 2017 roku został wypożyczony do drugoligowego RoundGlass Punjab. Po powrocie do Chennaiyin zdobył wraz z drużyną Indian Super League w sezonie 2017/18. W edycji 2019/20 jego klub zajął drugie miejsce w lidze. Od 2021 jest kapitanem zespołu. W sumie w Chennaiyin rozegrał już ponad 100 spotkań.
W reprezentacji Indii zadebiutował 24 sierpnia 2017 w meczu z Saint Kitts i Nevis. Został powołany na Puchar Azji 2019. Tam zdobył swoją pierwsza bramkę w kadrze w starciu z Tajlandią.